# 北見方
北見方（きたみかた）は、神奈川県川崎市高津区の地名。現行行政地名は北見方1丁目から北見方3丁目。住居表示実施済区域。

## 地理
高津区の東側に位置する。区内の下野毛、諏訪、二子、坂戸のほか、中原区の上小田中、多摩川を隔て世田谷区の野毛、上野毛と隣接している。

### 地価
住宅地の地価は、2024年（令和6年）7月1日時点の神奈川県地価調査によれば、北見方1-17-2の地点で32万8000円/m²、北見方3-12-38の地点で26万1000円/m²となっている。

## 歴史

### 沿革
- 1994年（平成6年）11月14日 - 住居表示の実施に伴い、北見方1～3丁目を新設する[5][8]。

### 町域の新旧対照
北見方が住居表示を施行する前の字は、以下のようになっていた。なお、特記のない字はその一部が現町丁に含まれている。また、北見方字下倉耕地の一部は上小田中1丁目に編入されている。
| 現町丁      | 住居表示施行前の字・町丁                                           |
| ----------- | ------------------------------------------------------------------ |
| 北見方1丁目 | 字下倉耕地、大道耕地                                               |
| 北見方2丁目 | 字宮前耕地（全部）、大道耕地、山王下耕地、向河原耕地、諏訪字東耕地 |
| 北見方3丁目 | 字下倉耕地、大道耕地、山王下耕地、向河原耕地、上小田中字上耕地     |

## 世帯数と人口
2025年（令和7年）6月30日現在（川崎市発表）の世帯数と人口は以下の通りである。
| 丁目        | 世帯数    | 人口    |
| ----------- | --------- | ------- |
| 北見方1丁目 | 1,408世帯 | 2,942人 |
| 北見方2丁目 | 2,505世帯 | 5,548人 |
| 北見方3丁目 | 733世帯   | 1,326人 |
| 計          | 4,646世帯 | 9,816人 |

### 人口の変遷
国勢調査による人口の推移。
| 年                 | 人口  |
| ------------------ | ----- |
| 1995年（平成7年）  | 5,353 |
| 2000年（平成12年） | 6,119 |
| 2005年（平成17年） | 7,709 |
| 2010年（平成22年） | 8,615 |
| 2015年（平成27年） | 9,390 |
| 2020年（令和2年）  | 9,642 |

### 世帯数の変遷
国勢調査による世帯数の推移。
| 年                 | 世帯数 |
| ------------------ | ------ |
| 1995年（平成7年）  | 2,415  |
| 2000年（平成12年） | 2,673  |
| 2005年（平成17年） | 3,334  |
| 2010年（平成22年） | 3,728  |
| 2015年（平成27年） | 4,079  |
| 2020年（令和2年）  | 4,272  |

## 学区
市立小・中学校に通う場合、学区は以下の通りとなる（2024年3月時点）。
| 丁目        | 番・番地等                      | 小学校               | 中学校               |
| ----------- | ------------------------------- | -------------------- | -------------------- |
| 北見方1丁目 | 全域                            | 川崎市立坂戸小学校   | 川崎市立東高津中学校 |
| 北見方2丁目 | 10番1～3号                      | 川崎市立坂戸小学校   | 川崎市立東高津中学校 |
| 北見方2丁目 | 1～9番 10番5号～最終号 11～36番 | 川崎市立東高津小学校 | 川崎市立東高津中学校 |
| 北見方3丁目 | 9～14番                         | 川崎市立東高津小学校 | 川崎市立東高津中学校 |
| 北見方3丁目 | 1～8番                          | 川崎市立坂戸小学校   | 川崎市立東高津中学校 |

## 事業所
2021年（令和3年）現在の経済センサス調査による事業所数と従業員数は以下の通りである。
| 丁目        | 事業所数  | 従業員数 |
| ----------- | --------- | -------- |
| 北見方1丁目 | 51事業所  | 296人    |
| 北見方2丁目 | 62事業所  | 1,001人  |
| 北見方3丁目 | 56事業所  | 1,900人  |
| 計          | 169事業所 | 3,197人  |

### 事業者数の変遷
経済センサスによる事業所数の推移。
| 年                 | 事業者数 |
| ------------------ | -------- |
| 2016年（平成28年） | 171      |
| 2021年（令和3年）  | 169      |

### 従業員数の変遷
経済センサスによる従業員数の推移。
| 年                 | 従業員数 |
| ------------------ | -------- |
| 2016年（平成28年） | 1,972    |
| 2021年（令和3年）  | 3,197    |

## 交通
- 国道409号（府中街道）
- 多摩沿線道路

なお町域内に第三京浜道路が通っており、上り線のみ玉川料金所が置かれている。開通時期が未定ではあるものの川崎縦貫道路の建設計画があり、開通すれば北見方JCTができ接続が図られる予定である。

## その他

### 日本郵便
- 郵便番号 : 213-0005[3]（集配局 : 高津郵便局[19]）

### 警察
町内の警察の管轄区域は以下の通りである。
| 丁目        | 番・番地等 | 警察署     | 交番・駐在所 |
| ----------- | ---------- | ---------- | ------------ |
| 北見方1丁目 | 全域       | 高津警察署 | 北見方交番   |
| 北見方2丁目 | 全域       | 高津警察署 | 北見方交番   |
| 北見方3丁目 | 全域       | 高津警察署 | 北見方交番   |

## 関連文献
- 「北見方村」『新編武蔵風土記稿』 巻ノ64橘樹郡ノ7、内務省地理局、1884年6月。NDLJP:763984/21。